# Guidões
Guidões ist ein Ort und eine ehemalige Gemeinde (Freguesia) im Norden Portugals.
Guidões gehört zum Kreis Trofa im Distrikt Porto. Die Gemeinde hatte eine Fläche von 4,7 km² und 1663 Einwohner (Stand 30. Juni 2011).
Am 29. September 2013 wurden die Gemeinden Guidões und Alvarelhos zur neuen Gemeinde União das Freguesias de Alvarelhos e Guidões zusammengeschlossen.